# 247 درجة فهرنهايت
247 درجة فهرنهايت (بالإنجليزية: 247 °F)‏ هو فيلم رعب تم إنتاجه في الولايات المتحدة وجورجيا وصدر سنة 2011 بطولة سكوت تايلور كومبتون وترافيس فان وينكل.

## القصة
يسافر أربعة أصدقاء إلى كوخ على ضفاف البحيرة لقضاء عطلة نهاية أسبوع خالية من الهموم ، وتتحول المتعة إلى كابوس عندما ينتهي الأمر بثلاثة منهم في ساونا ساخنة. كل دقيقة مهمة وكل درجة مهمة لأنهم يقاتلون من أجل حياتهم في درجة حرارة تصل إلى 247 درجة فهرنهايت.

## وصلات خارجية
247 درجة فهرنهايت على موقع IMDb (الإنجليزية)
- 247 درجة فهرنهايت على موقع Turner Classic Movies (الإنجليزية)
- 247 درجة فهرنهايت على موقع أول موفي (الإنجليزية)
- 247 درجة فهرنهايت على موقع فيلمافينيتي (الإسبانية)
- 247 درجة فهرنهايت على موقع قاعدة بيانات الفيلم (الإنجليزية)
- 247 درجة فهرنهايت على موقع ليتربوكسد (الإنجليزية)
- 247 درجة فهرنهايت على موقع كينوبويسك (الروسية)